# Chlidichthys inornatus
Chlidichthys inornatus là một loài cá biển thuộc chi Chlidichthys trong họ Cá đạm bì. Loài này được mô tả lần đầu tiên vào năm 1976.
Trong tiếng Anh, inornate có nghĩa là "không hoa văn", ám chỉ màu nâu xám trên cơ thể của loài này.

## Phân bố và môi trường sống
C. inornatus phân bố ở phía đông Ấn Độ Dương, và chỉ được tìm thấy tại Sri Lanka và quần đảo Maldives. Những ghi nhận trước đây của C. inornatus tại quần đảo Chagos là sự nhầm lẫn với loài Chlidichthys chagosensis. Chúng thường sống xung quanh các rạn san hô và núp trong đá ngầm ở độ sâu khoảng 2 – 35 m.

## Mô tả
C. inornatus trưởng thành dài khoảng 4 cm. Thân và đầu của C. inornatus có vàng lục, nâu ôliu, hoặc nâu tía; đôi khi có màu nâu hơi ửng hồng hoặc đỏ dưới bụng. Mống mắt màu nâu vàng hoặc cam đỏ, đồng tử có vòng màu trắng hoặc vàng. Vây ngực và vây bụng màu hồng hoặc vàng, trong suốt. Vây lưng và vây hậu môn có màu vàng tươi hoặc hơi hồng, có màu lam ở gốc. Đuôi màu vàng tươi hoặc trong suốt.
Số ngạnh ở vây lưng: 2; Số vây tia mềm ở vây lưng: 21 - 22; Số ngạnh ở vây hậu môn: 2 - 3; Số vây tia mềm ở vây hậu môn: 13 - 14; Số vây tia mềm ở vây ngực: 16 - 19; Số ngạnh ở vây bụng: 1; Số vây tia mềm ở vây bụng: 4.
Thức ăn của C. inornatus có lẽ là rong tảo và các sinh vật phù du nhỏ.